# (1327) Namaqua
(1327) Namaqua ist ein Asteroid des Hauptgürtels, der am 7. September 1934 vom südafrikanischen Astronomen Cyril V. Jackson in Johannesburg entdeckt wurde.
Der Asteroid wurde nach der Region Namaqua an der Westküste Südafrikas benannt.